# Estrela d'Ouro
Estrela d'Ouro é uma vila operária lisboeta localizada na freguesia de São Vicente, entre o n.º 22 da rua da Graça e o n.º 14 da rua da Senhora do Monte.
Foi projectado, em 1907, pelo arquitecto Norte Júnior por encomenda de Agapito Serra Fernandes, industrial de confeitaria, de origem galega, para alojamento dos trabalhadores. A construção ficou concluída em 1909.
A vivenda Rosalina, moradia do antigo proprietário, com capela privada, lago e jardim, situa-se no centro do bairro. No topo norte do bairro, os restantes edifícios de rés-do-chão e primeiro andar, com galeria e escada exteriores, distribuem-se, em planta, em forma de U em torno de arruamentos particulares com nomes de familiares do proprietário. No total, o bairro conta com 120 fogos, de pequenas dimensões.
O antigo Royal Cine, na rua da Graça, fazia também parte do empreendimento.

## Curiosidades
A estrela relacionada com o nome do bairro é motivo recorrente, reproduzido nas pedras dos passeios, no ferro forjado das galerias ou nos painéis de azulejos à entrada e no interior do bairro.
As ruas do bairro têm nomes de familiares de Agapito Serra Fernandes: Josefa Maria, Virgínia e Rosalina.
No Royal Cine foi projectado o primeiro filme sonoro em Portugal.

### Galeria

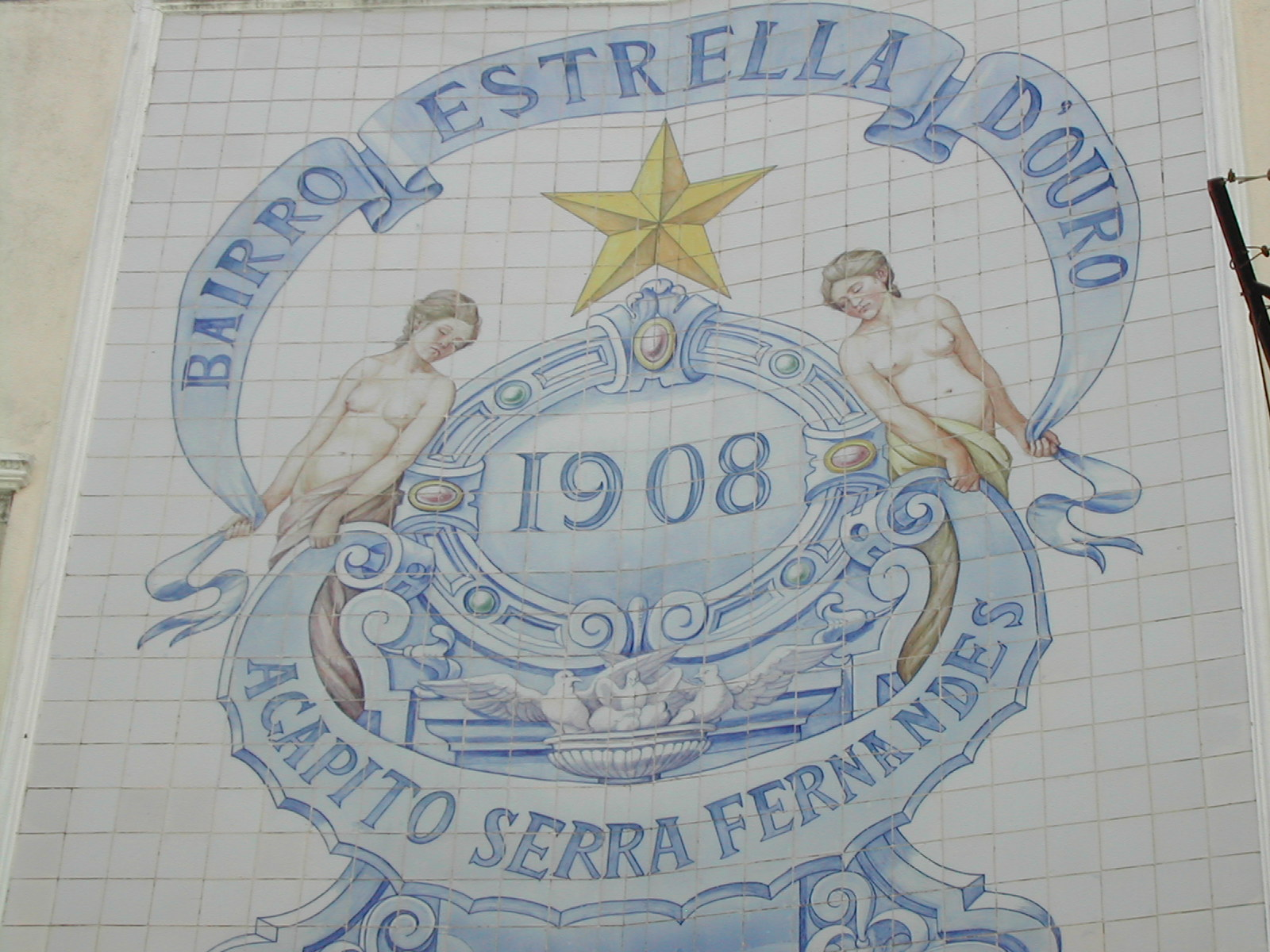
Estrela em painel de azulejos.
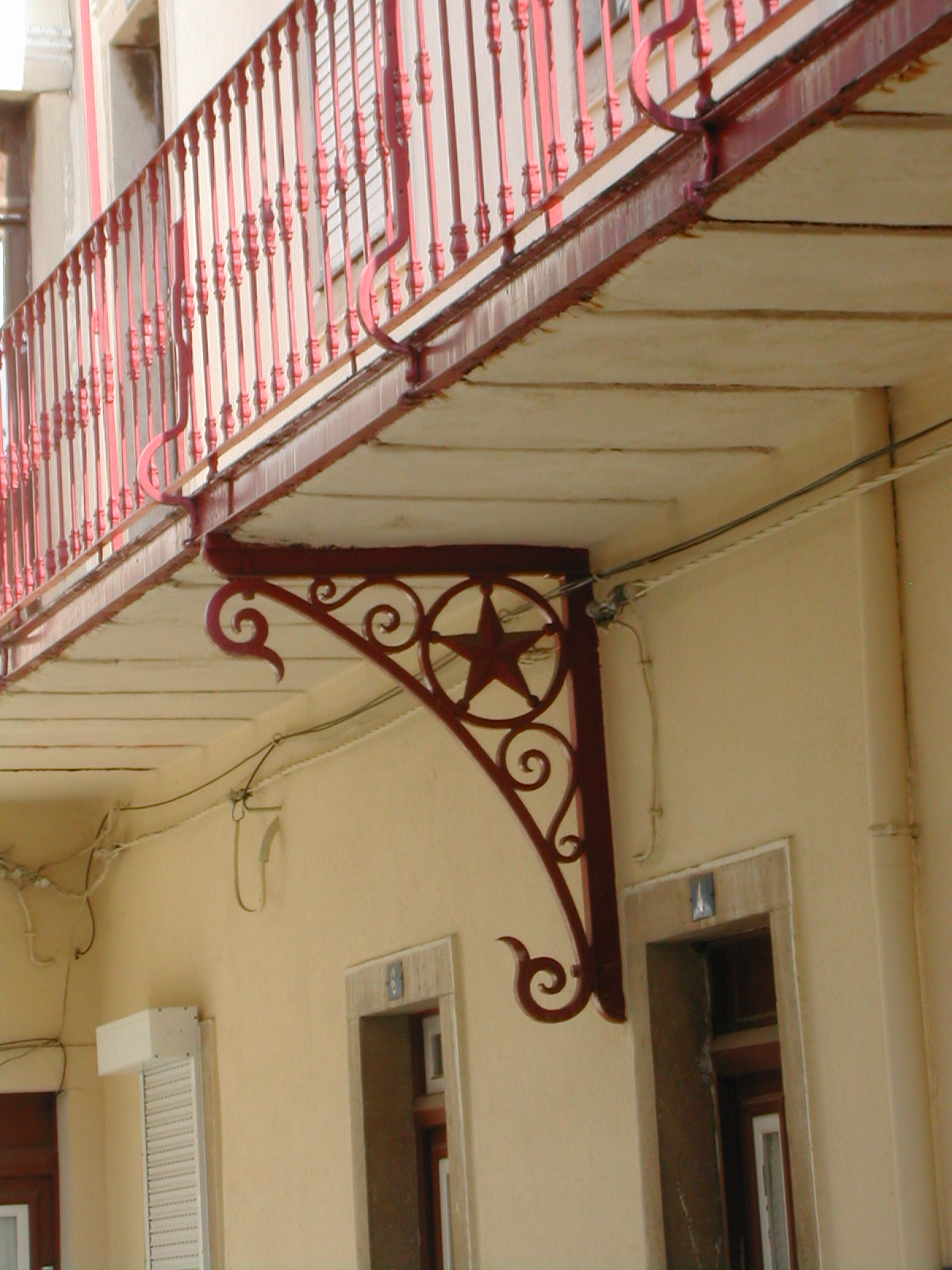
Estrela em apoio em ferro forjado.
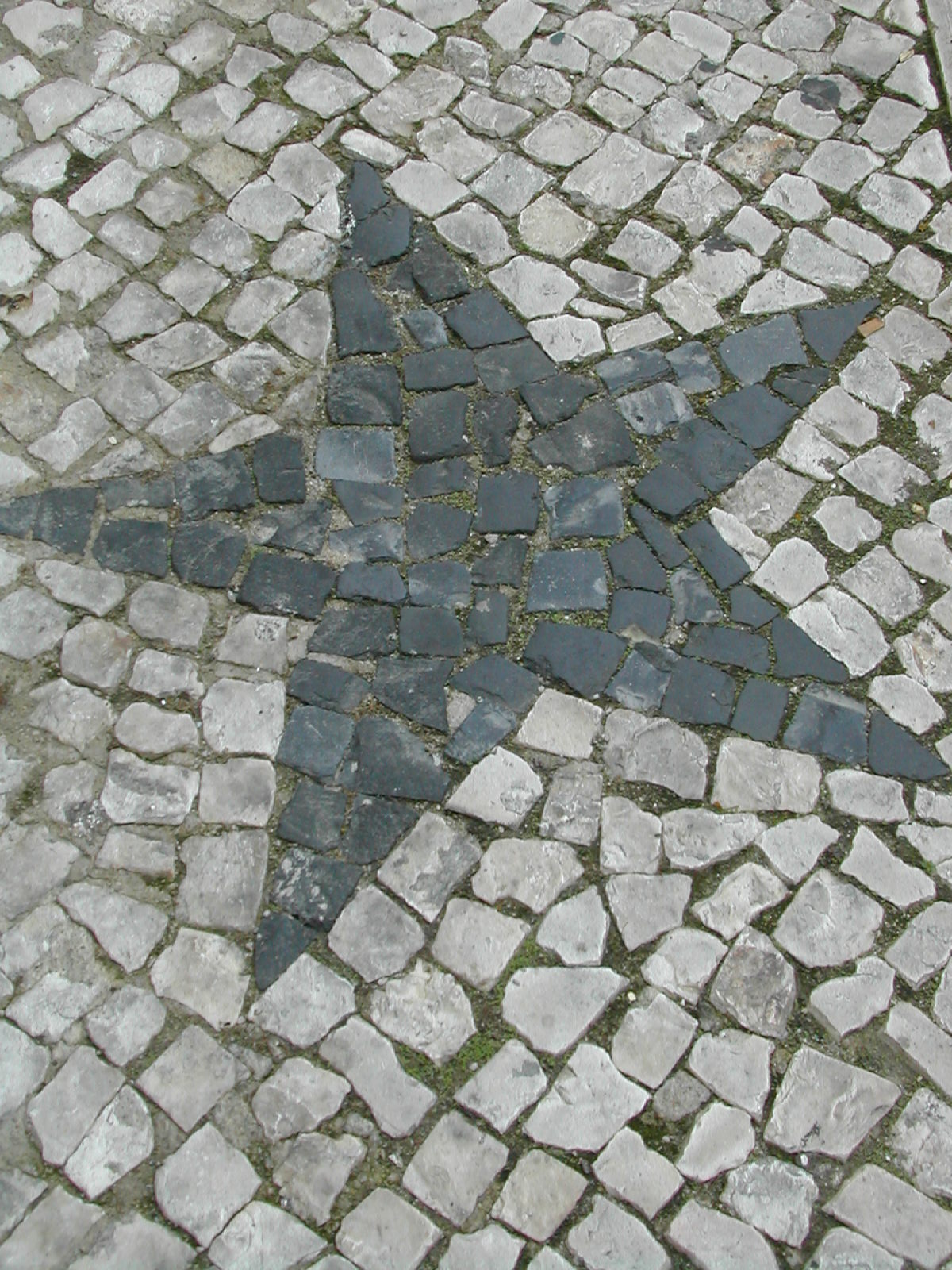
Estrela na calçada do passeio.
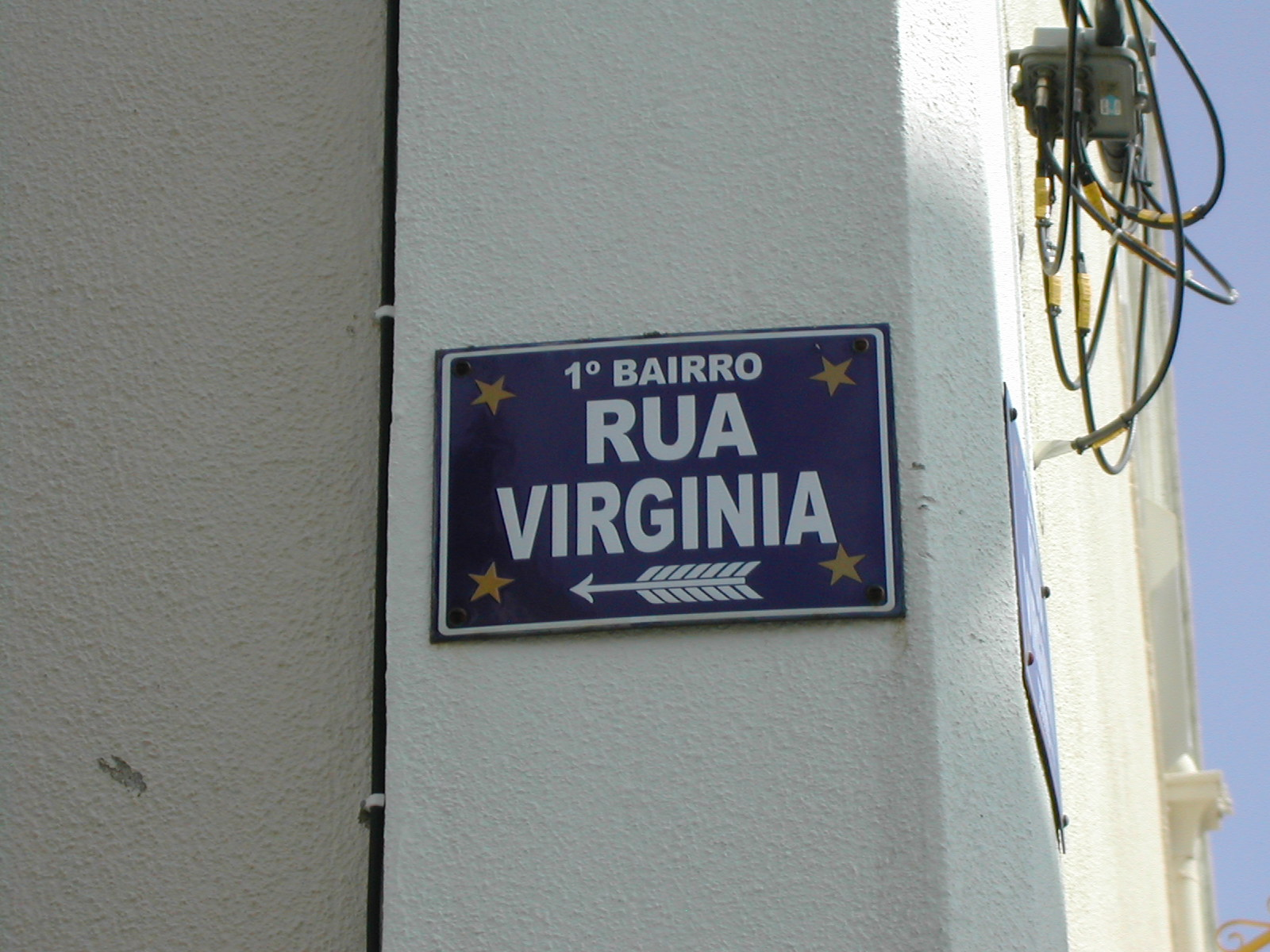
Estrelas em placa toponímica.
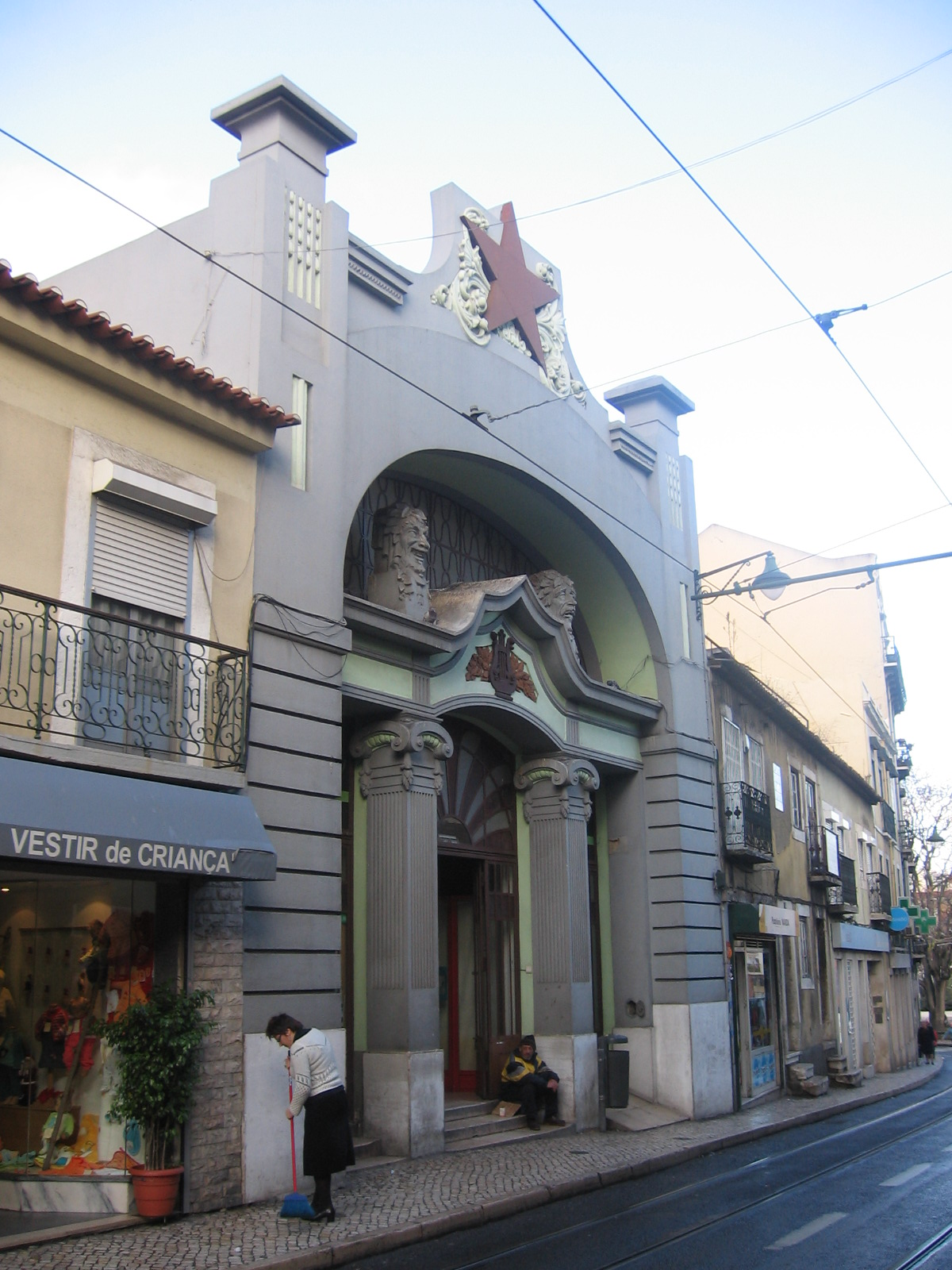
Estrela na fachada do antigo Royal Cine.